# DDR-Badmintonmeisterschaft 1985
Die DDR-Badmintonmeisterschaft 1985 fand vom 17. bis zum 19. Mai 1985 in Dresden statt. Es war die 25. Austragung der Titelkämpfe.

## Medaillengewinner
| Disziplin    | Gold                                                                        | Silber                                                                   | Bronze                                                                 |
| ------------ | --------------------------------------------------------------------------- | ------------------------------------------------------------------------ | ---------------------------------------------------------------------- |
| Herreneinzel | Thomas Mundt (Einheit Greifswald)                                           | Edgar Michalowski (Einheit Greifswald)                                   | Erfried Michalowsky (Einheit Greifswald)                               |
| Herreneinzel | Thomas Mundt (Einheit Greifswald)                                           | Edgar Michalowski (Einheit Greifswald)                                   | Frank-Thomas Seyfarth (Fortschritt Tröbitz)                            |
| Dameneinzel  | Monika Cassens (HSG Lok HfV Dresden)                                        | Petra Michalowsky (Einheit Greifswald)                                   | Birgit Kämmer (Einheit Greifswald)                                     |
| Dameneinzel  | Monika Cassens (HSG Lok HfV Dresden)                                        | Petra Michalowsky (Einheit Greifswald)                                   | Michaela Junker (Einheit Greifswald)                                   |
| Herrendoppel | Erfried Michalowsky Edgar Michalowski (Einheit Greifswald)                  | Joachim Schimpke Thomas Mundt (Fortschritt Tröbitz / Einheit Greifswald) | Frank-Thomas Seyfarth Jens Scheithauer (Fortschritt Tröbitz)           |
| Herrendoppel | Erfried Michalowsky Edgar Michalowski (Einheit Greifswald)                  | Joachim Schimpke Thomas Mundt (Fortschritt Tröbitz / Einheit Greifswald) | Steffen Körbitz Andreas Benz (HSG Lok HfV Dresden)                     |
| Damendoppel  | Monika Cassens Petra Michalowsky (HSG Lok HfV Dresden / Einheit Greifswald) | Birgit Kämmer Petra Tobien (Einheit Greifswald / Kühlautomat Berlin)     | Kerstin Bohn Petra Schubert (Einheit Greifswald / Fortschritt Tröbitz) |
| Damendoppel  | Monika Cassens Petra Michalowsky (HSG Lok HfV Dresden / Einheit Greifswald) | Birgit Kämmer Petra Tobien (Einheit Greifswald / Kühlautomat Berlin)     | Manuela Engler Michaela Junker (EBT Berlin / Einheit Greifswald)       |
| Mixed        | Erfried Michalowsky Petra Michalowsky (Einheit Greifswald)                  | Edgar Michalowski Angela Michalowski (Einheit Greifswald)                | Thomas Mundt Monika Cassens (Einheit Greifswald / HSG Lok HfV Dresden) |
| Mixed        | Erfried Michalowsky Petra Michalowsky (Einheit Greifswald)                  | Edgar Michalowski Angela Michalowski (Einheit Greifswald)                | Andreas Benz Birgit Kämmer (HSG Lok HfV Dresden / Einheit Greifswald)  |